# Partido Socialista – Frente Amplio
Partido Socialista – Frente Amplio (PS–FA) ist die derzeitige Bezeichnung der Sozialistischen Partei Ecuadors. Derzeitiger Vorsitzender ist Rafael Quintero.
Die erste sozialistische Partei Ecuadors wurde 1926 mit dem Namen Partido Socialista Ecuatoriano (PSE) gegründet, benannte sich allerdings 1931 nach Eintritt in die Kommunistische Internationale in Partido Comunista del Ecuador um. Anhänger der Partei, die den revolutionär-marxistischen, Moskau-orientierten Weg nicht mitgehen wollten, gründeten 1933 die Partido Socialista Ecuatoriano mit demselben Namen neu. In den 1930er Jahren wurde die PSE neben der Konservativen Partei und der Liberalen Partei (beide 1925 offiziell gegründet) die dritte Kraft des traditionellen ecuadorianischen Parteiensystems. Sie vereinigte sich 1995 mit der Frente Amplio de Izquierda (dt. „Breite Linksfront“, FADI), die vorher unter anderem die Partido Comunista del Ecuador bei Wahlen vertreten hatte und änderte daraufhin ihren Namen. 
Aktuell unterstützt sie die Politik Rafael Correas und der Alianza PAÍS. Ihre politische Bedeutung ist seit den 1990er Jahren deutlich gesunken. Nach den Wahlen 2006 stellte sie im Nationalkongress einen der 100 Abgeordneten. In der Verfassunggebenden Versammlung 2007/08 war die Partei offiziell nicht vertreten, trat aber in vielen Provinzen im Wahlbündnis mit Alianza PAÍS erfolgreich an.
In der Gründungszeit war Juan Manuel Lasso bedeutendster Vertreter der Partei. Bekannte Politiker der letzten Dekade sind der Historiker Enrique Ayala, der inzwischen mit seiner eigenen Partei RED agierende León Roldós und die 2007 im Amt tödlich verunglückte Verteidigungsministerin Guadalupe Larriva.